# Hochschule für Ökonomie Berlin
Die Hochschule für Ökonomie Berlin (HfÖ) war eine wirtschaftswissenschaftliche Lehr- und Forschungseinrichtung im Hochschulwesen der DDR. Sie bestand von 1950 bis 1991 in der Treskowallee 8 in Berlin-Karlshorst und war die größte derartige Einrichtung der DDR. 1972 erhielt sie den Namen Hochschule für Ökonomie Bruno Leuschner.
Nach der Wiedervereinigung wurde an ihrer Stelle die Fachhochschule für Technik und Wirtschaft gegründet.

## Geschichte

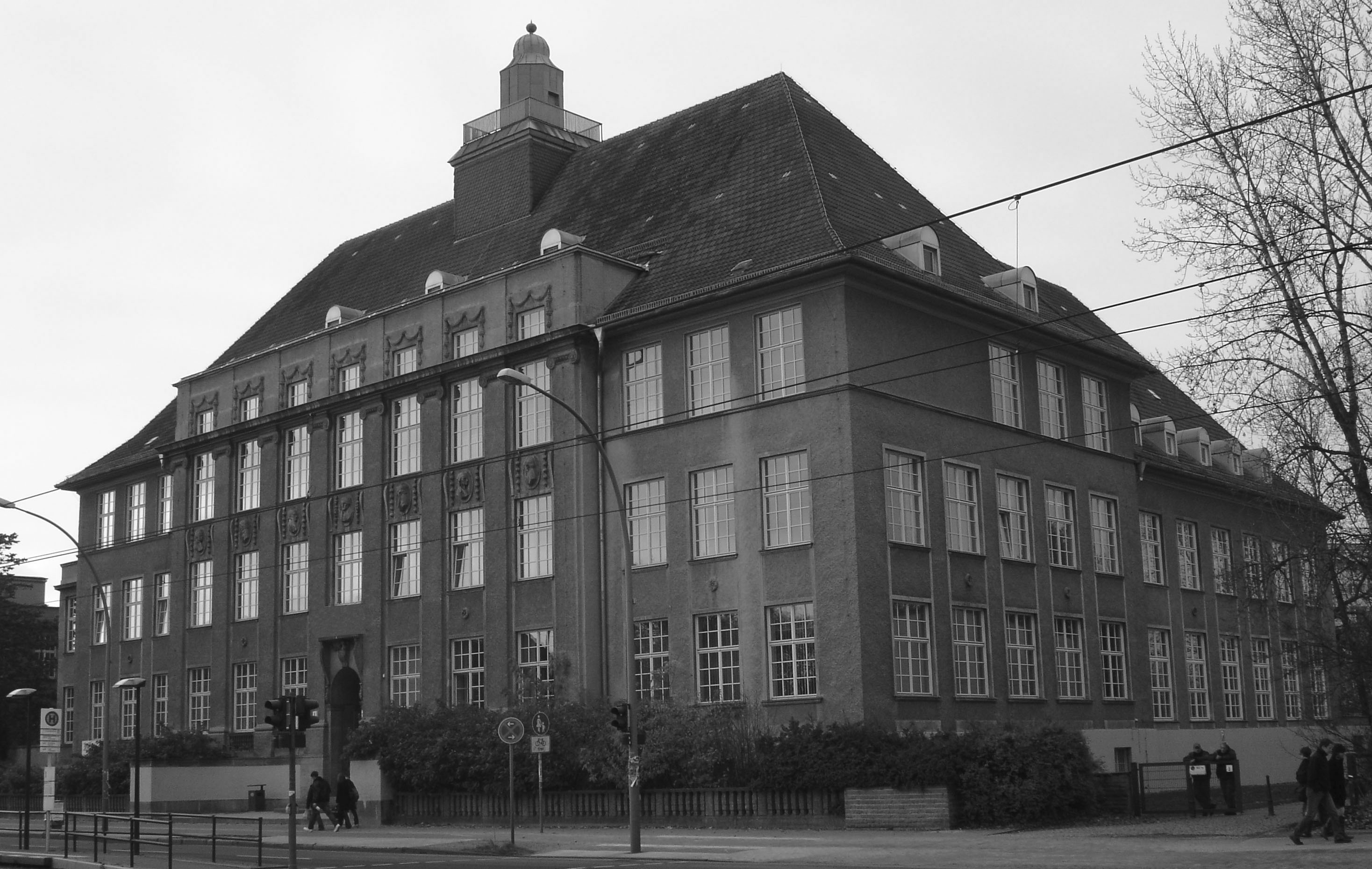
HfÖ Hauptgebäude

Die Hochschule für Ökonomie zu Berlin wurde am 4. Oktober 1950 auf Beschluss der Regierung der DDR (damals unter Otto Grotewohl) als Hochschule für Planökonomie gegründet. Ihr Gründungsdatum fällt damit in die Zeit des ersten DDR-Zweijahresplans 1949/1950.
Sie sollte vorwiegend der Arbeiterklasse entstammende junge Leute zu Fachkräften für die Planwirtschaft ausbilden. Zugleich sollte ein Forschungszentrum geschaffen werden, das sich mit theoretischen Problemen der Planung und des wirtschaftlichen Aufbaus beschäftigte.
Die HfÖ begann ihre Tätigkeit mit 20 Mitarbeitern und 185 Studenten unter Leitung von Eva Altmann in einer umgebauten Oberrealschule und einem Lyzeum für Mädchen. Zur gleichen Zeit wurde begonnen, die ersten Internate und die Mensa zu bauen. Zu den Gründern gehörten neben Eva Altmann u. a. Albert Cohen, Jutta Dubinski, Rudolf Lindau, Ernst Hoffmann, Emil Miltenberger, Hans Mottek, Hermann Scheler, Hans Schaul, Paul Strassenberger und Bruno Warnke. Die wissenschaftsorganisatorische Grundlage bildete das vom Ministerrat der DDR im November 1950 beschlossene Statut, welches die Institutsstruktur
(später Fakultäten und nach der 3. Hochschulreform Sektionen) bestätigte.
- Betriebslehre
- Finanzplanung
- Geschichte der Arbeiterbewegung
- Ökonomische Geographie
- Philosophie
- Politische Ökonomie
- Rechnungswesen
- Rechtswissenschaft
- Statistik
- Technologie
- Volkswirtschaftsplanung einschließlich Industrie-, Handels-, Transport- und Agrarplanung
- Wirtschaftsgeschichte

Erfahrungen des Instituts für Volkswirtschaft G. W. Plechanow, Moskau, wurden dabei berücksichtigt. Sowjetische Professoren hielten in den Anfangsjahren Vorlesungsreihen zur Volkswirtschaftsplanung und wirtschaftlichen Rechnungsführung. Eine Spezialbibliothek für internationale wirtschaftswissenschaftliche Literatur wurde aufgebaut. Der Lehrkörper der Hochschule wurde von anderen wirtschaftswissenschaftlichen Bereichen der Universitäten der DDR unterstützt. Staatliche Einrichtungen und Betriebe stellten zeitweilig leitende Mitarbeiter zu Aufgaben in Lehre und Forschung ab. 1956 und 1958 erfolgte die Vereinigung mit der 1953 gegründeten Hochschule für Finanzen, Potsdam-Babelsberg, unter dem Rektorat von Alfred Lemmnitz, und der 1954 entstandenen Hochschule für Außenhandel, Berlin-Staaken, unter dem Rektorat von Erich Freund. Die Konzentration der ökonomischen Ausbildung und Forschung durch den Zusammenschluss der drei Hochschulen zur Hochschule für Ökonomie sollte die Effizienz in Lehre und Forschung steigern. In den folgenden Jahrzehnten wurde die Hochschule für Ökonomie zur bedeutendsten wirtschaftswissenschaftlichen Einrichtung im Hochschulwesen der DDR und entwickelte sich in Richtung einer Wirtschaftsuniversität. 1972 erhielt sie den Namen Hochschule für Ökonomie Bruno Leuschner.
1988 wurde die Fachschule für Außenwirtschaft eingegliedert.

## Wissenschaftliche Struktur

### Sektionen – Wissenschaftsbereiche – Institute – Abteilungen
Die wissenschaftliche Struktur der HfÖ war nach mehrmaligen Veränderungen Anfang 1989 durch folgende Struktureinheiten gekennzeichnet:
- Sektion Sozialistische Volkswirtschaft mit den Wissenschaftsbereichen Volkswirtschaftsplanung, Arbeitsökonomie, Territorialökonomie, Materialwirtschaft, Preisökonomie, Konsumtion und Lebensstandard, Grundfondswirtschaft und Wissenschaftsökonomie.
- Sektion Sozialistische Betriebswirtschaft mit den Wissenschaftsbereichen Betriebsplanung und wirtschaftliche Rechnungsführung, Kostenrechnung und Bilanzierung sowie Technologie.
- Sektion Wirtschaftsinformatik mit den Wissenschaftsbereichen Operationsforschung, Rechnungsführung und Statistik, Datenverarbeitung sowie Leitung der sozialistischen Wirtschaft.
- Sektion Außenwirtschaft mit den Wissenschaftsbereichen Außenhandelsorganisation und Marktarbeit, Außenwirtschaftsbeziehungen, Internationale ökonomische Beziehungen und Institut für Ökonomik der Entwicklungsländer
- Sektion Marxismus-Leninismus mit den Wissenschaftsbereichen Politische Ökonomie des Kapitalismus/Geschichte der Politischen Ökonomie, Politische Ökonomie des Sozialismus, Philosophie, Wissenschaftlicher Sozialismus, Wirtschaftsgeschichte
- Außenhandelsinstitut, Berufstätige mit naturwissenschaftlich-technischer Ausbildung wurden zum ökonomischen Hochschulabschluss geführt.
- Institut für Wirtschaftsrecht mit den Wissenschaftsbereichen Wirtschaftsrecht und Internationales Wirtschaftsrecht.
- Institute für Sozialistische Wirtschaftsführung Leichtindustrie und Außenwirtschaft als branchenbezogene Weiterbildung vor allem für Führungskräfte.
- Abteilung Militärökonomie
- Institut für Fremdsprachen mit den Lektoraten Russisch, Englisch, Romanische Sprachen und Deutsch für Ausländer.
- Abteilung Studentensport
- Abteilung Hochschulpädagogik

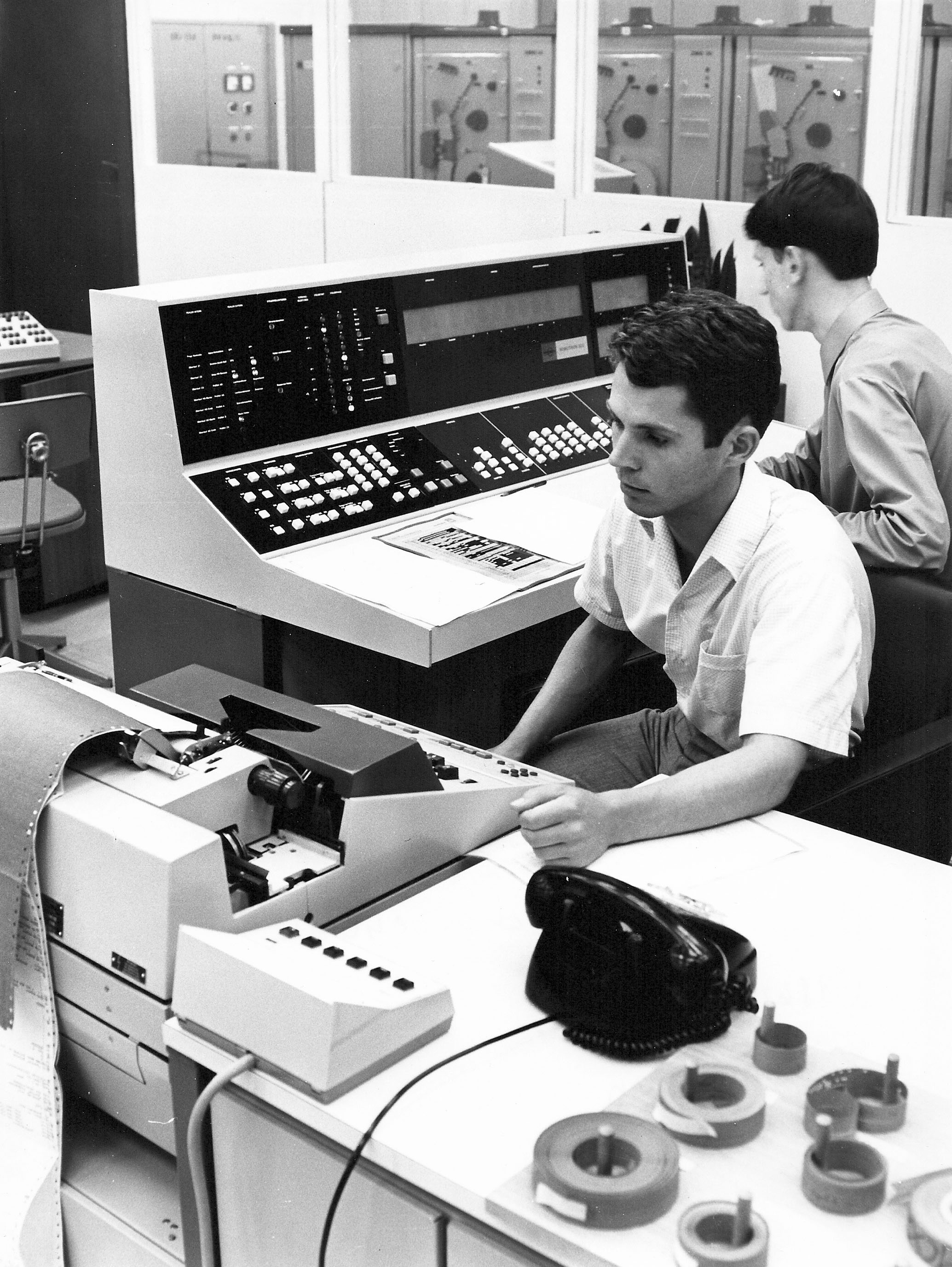
HfÖ – im Rechenzentrum (um 1970)

Unterstützt wurden Lehre und Forschung durch ein Organisations- und Rechenzentrum sowie durch eine Bibliothek. Mitte der 1950er Jahre begann die Ausbildung zur Nutzung der Rechentechnik in der Betriebswirtschaft. Die Bibliothek hatte einen Bestand von rund 250.000 Bänden, vorwiegend wirtschaftswissenschaftlicher Literatur und zwei Sonderbeständen versicherungswissenschaftlicher und wirtschaftshistorischer Literatur. Als Bestandteil des Bibliotheks- und Informationssystems der DDR war sie zugleich „Zentrale Fachbibliothek für Wirtschaftswissenschaften“ und „Zentralstelle für wirtschaftswissenschaftliche Information und Dokumentation“.

### Wissenschaftlicher und Gesellschaftlicher Rat
Der Wissenschaftliche Rat war das höchste wissenschaftliche Gremium zur Beratung grundlegender Probleme der Wissenschaftsentwicklung, der inhaltlichen Gestaltung von Forschung und Lehre, der Entwicklung der interdisziplinären Arbeit an der Hochschule sowie wichtiger wissenschaftlicher Ergebnisse (z. B. Lehrbücher). Mitglieder waren Hochschullehrer, wissenschaftliche Mitarbeiter, Vertreter gesellschaftlicher Organisationen und Studenten. Er war allein befugt, akademische Grade (Dr. rer. oec., Dr. rer. oec. habil., Dr. sc. oec., Dr. jur., Dr. h. c.) zu verleihen. Im wissenschaftlichen Rat erfolgte auch die Wahl des Rektors. Auf der Ebene der Sektionen existierten Räte der Sektionen.
Der Gesellschaftliche Rat diente der Vertiefung der Kooperation zwischen der Hochschule, der Wirtschaftspraxis und kommunalen Einrichtungen. Seine Mitglieder waren Wirtschaftsfunktionäre aus volkseigenen Betrieben und wirtschaftsleitenden Institutionen, Mitarbeiter anderer wissenschaftlicher Einrichtungen sowie Hochschullehrer und Mitarbeiter der HfÖ.

### Umprofilierung im Ergebnis der politischen Wende

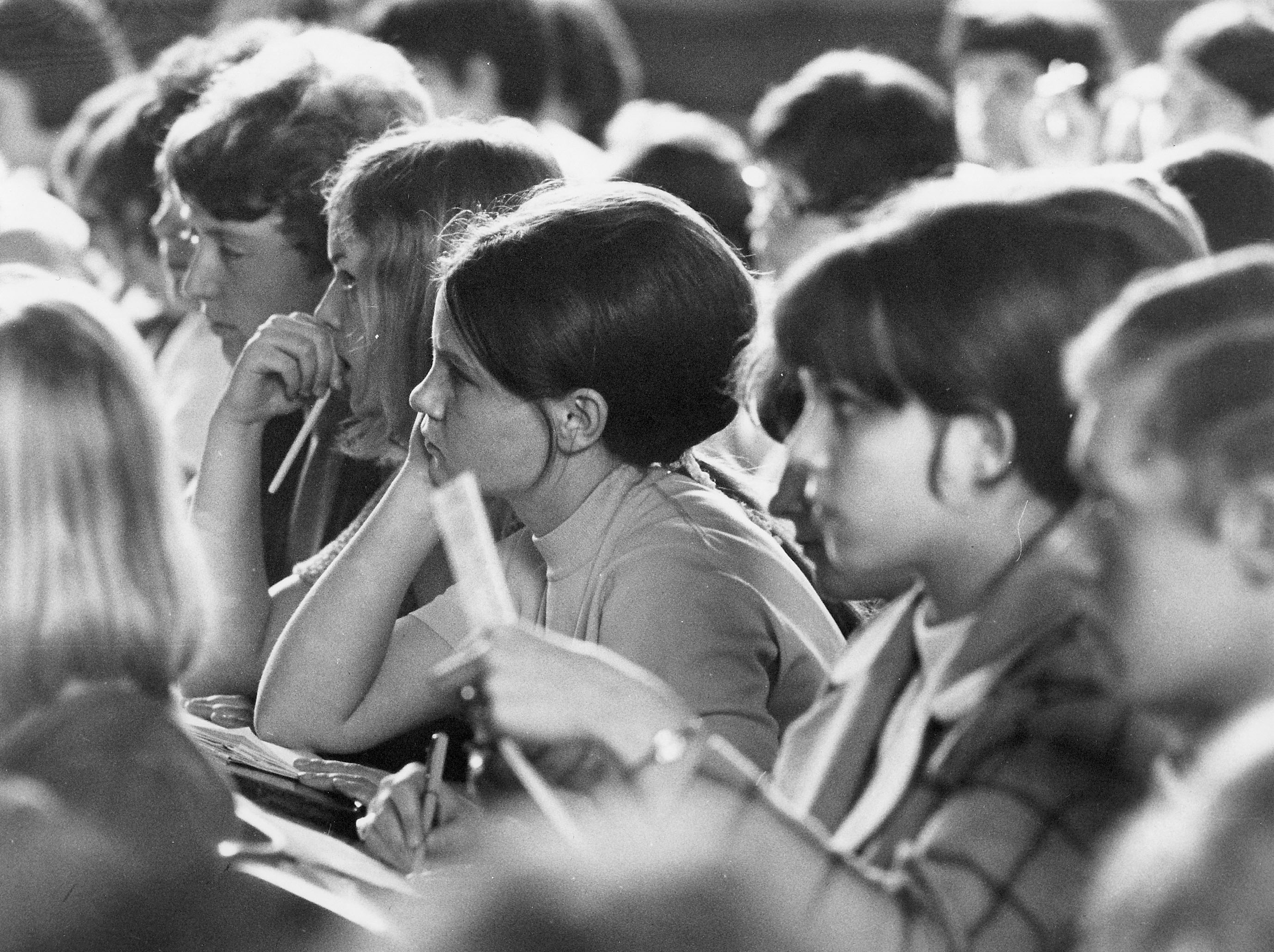
HfÖ – im Hörsaal

Im Ergebnis der Ereignisse in den Jahren 1989/90 versuchte sich die HfÖ zu erhalten und die wissenschaftliche Struktur wurde neu geordnet. Die auf die Planwirtschaft orientierten Hochschulstrukturen sollten an marktwirtschaftliche Erfordernisse angepasst werden. Praktisch wurde diese Umstrukturierung jedoch nur noch begrenzt wirksam. An Stelle der Sektionen und Wissenschaftsbereiche entstanden Fachbereiche, untergliedert nach Instituten, mit größerer wissenschaftlicher Selbstständigkeit:
- Fachbereich Volkswirtschaft mit den Instituten Volkswirtschaftslehre und Wirtschaftspolitik, Geld, Kredit und öffentliche Finanzen, Konsumtionstheorie und Sozialpolitik, Raumordnung und Umweltökonomie sowie Demografie und Arbeitswissenschaften
- Fachbereich Betriebswirtschaft/Management mit den Instituten Allgemeine Betriebswirtschaftslehre, Finanzierung, Steuerlehre und Prüfungswesen, Materialwirtschaft und Logistik, Unternehmensplanung, Innovationsmanagement, Unternehmensorganisation und Produktionswirtschaft.
- Fachbereich Wirtschaftsinformatik mit den Instituten Informatik und Quantitative Methoden/Statistik/Mathematik/Operationsforschung.
- Fachbereich Außenwirtschaft mit den Instituten Absatzwirtschaft und internationales Marketing, Außenwirtschaft/Weltwirtschaft sowie Ökonomik der Entwicklungsländer.
- Fachbereich Allgemeine Sozialwissenschaften mit den Instituten Allgemeine Wirtschaftstheorie, Wirtschaftsphilosophie und Politikwissenschaft, Wirtschaftsgeschichte, Sicherheit und Abrüstungsökonomie
- Institut für Wirtschafts- und Handelsrecht

## Aus- und Weiterbildung

### Fachrichtungen (Studiengänge)
An der HfÖ wurden in einem 8 bis 10 Semester umfassenden Studium, einschließlich der Absolventen der Hochschule für Finanzwirtschaft und der Hochschule für Außenhandel, etwa 12.000 Studenten im Direkt- und 8000 Studenten im Fernstudium diplomiert. Außerdem absolvierten Berufstätige in besonderen Kursen ein Hochschulstudium. Mit der Entwicklung des wissenschaftlichen Profils veränderten sich auch die Fachrichtungen.
In den 1980er Jahren waren dies Sozialistische Volkswirtschaft, Arbeitsökonomie, Ökonomie sozial-kultureller Bereiche, Wirtschaftsinformatik, Rechnungsführung und Statistik, Betriebswirtschaft/Industrie-Finanzen der Kombinate und Betriebe, Außenwirtschaft, Politische Ökonomie, Wirtschaftsgeschichte und Militärökonomie.
Innerhalb der Fachrichtungen waren in Anlehnung an die Wissenschaftsbereiche Spezialisierungsrichtungen möglich. Im Verlauf des Studiums wurde ein mehrwöchiges Betriebspraktikum absolviert. Die Absolventen der HfÖ waren vor allem in der sozialistischen Volkswirtschaft, in wirtschaftsleitenden Institutionen, in Auslandsvertretungen der DDR, in wissenschaftlichen Einrichtungen und auch in internationalen Organisationen tätig.

### Weiterbildung
Für Kader und Nachwuchskader auf dem Gebiet der Außenwirtschaft (einschließlich Geschäftsführer für Joint Ventures und Mitarbeiter Technisch-Kommerzieller Büros im Ausland) sowie der Textil-, Möbel-, Schuh-, Papier- und Glasindustrie wurden Weiterbildungslehrgänge mit mehr als 13.000 Teilnehmern durchgeführt. Leitende Mitarbeiter und Experten aus staatlichen Organen und der Volkswirtschaft wurden als Lehrkräfte einbezogen.
Zu den Weiterbildungen der HfÖ gehörten auch ein postgraduales Studium über 2 bis 4 Semester mit mehr als 600 Teilnehmern, u. a. auf den Gebieten Rechnungsführung und Statistik, Arbeitsökonomie, Territorialökonomie und Territorialplanung, Sozialpolitik und Wohnungswirtschaft, Außenwirtschaft, Internationales Wirtschaftsrecht, Rechtsfragen des Anlagenexports und Militärökonomie sowie Lehrgänge in verschiedenen Fachgebieten mit mehr als 8000 Teilnehmern.

## Forschung
An der HfÖ entstanden etwa 150 Monografien und Lehrbücher, Lehrheftreihen und Nachschlagewerke, u. a. über „Politische Ökonomie“, „Wirtschaftsgeschichte“, „Volkswirtschaftsplanung“, „Territorialplanung“, „Arbeitsökonomie“, „Betriebswirtschaft“, „Kostenrechnung“, „Außenwirtschaft“, „Betriebswirtschaft des Außenhandels“, „Wirtschafts- und Außenwirtschaftsrecht“, „Internationale ökonomische Beziehungen“, „Materialwirtschaft“, „Wirtschaftsmathematik“, „Operationsforschung“, „Mathematik für Ökonomen“, „Bedürfnisse, Lebensniveau und Lebensweise“, ein „Ökonomisches Lexikon“ (3 Bände), ein mehrsprachiges „Ökonomisches Wörterbuch der Außenwirtschaft“ sowie die Reihe „Außenhandel effektiv“.
Ausgearbeitet wurden weiterhin Forschungsberichte und Studien für die Staatliche Plankommission, für Ministerien und Unternehmen zu Wissenschaft und Technik, internationalen Wirtschaftsbeziehungen und regionaler Wirtschaftsintegration, Methoden der Informationsverarbeitung, zur Ressourcenökonomie, Arbeitsorganisation, demografischen Entwicklung und Sozialpolitik sowie zu Wachstum, Effektivität und Stabilität. Bei Publikationen, Studien und Beratung zur Ökonomie der Entwicklungsländer war die HfÖ innerhalb der wirtschaftswissenschaftlichen Einrichtungen der DDR federführend und einzig. Es gab etwa 1800 Promotionen und 300 Habilitationen.
Die Forschungsergebnisse wurden u. a. in Publikationsorganen der HfÖ wie „Wissenschaftliche Zeitschrift“, „Forschungsinformationen“, „Economic Quarterly“ und der „Bibliographie Hochschulschriften“ veröffentlicht.
Die Forschungsergebnisse fanden in zahlreichen nationalen und internationalen wissenschaftlichen Konferenzen ihren Ausdruck. Eine Auswahl der wichtigsten sind: Probleme der Perspektivplanung (1960), Aufgaben bei der internationalen Spezialisierung und Kooperation in der Produktion (1975), Die Einheit von Technik und Ökonomie in der naturwissenschaftlich-technischen Ausbildung von Ökonomen (1975), Kostentheorie und Vervollkommnung der Kostenplanung, Kostenrechnung und Kostenanalyse (1980), Planung und Messung der volkswirtschaftlichen Effektivität (1981), Die Entwicklung der Außenwirtschaftstheorie unter den Bedingungen der 1980er Jahre (1982), Mathematik und Kybernetik in der Ökonomie (mehrfach durchgeführt und 1980 durch die HfÖ selbst ausgerichtet).

## Bedeutung für Wirtschaft und öffentliches Leben in Berlin
Es gab Vereinbarungen und Verträge mit zahlreichen Kombinaten, Betrieben und öffentlichen Einrichtungen u. a. mit dem Transformatorenwerk „Karl Liebknecht“ (TRO), dem Kabelwerk Oberspree (KWO), dem Kombinat Datenverarbeitung, dem Möbelkombinat und dem Magistrat von Berlin über die Zusammenarbeit in Forschung sowie Aus- und Weiterbildung. Studien und Forschungsberichte, meist durch studentische Forschungszirkel, u. a. zu effektivitätsbestimmenden Einflussfaktoren beim Industrierobotereinsatz, zur Methodik der komplexen Betriebsanalyse, zur Erfassung und Aufbereitung von Sekundärrohstoffen und zur Erhöhung der Effektivität des Exports durch Verbesserung der Warenstruktur wurden ausgearbeitet.
In etwa 100 „Karlshorster Hochschulgesprächen“ fand ein Meinungsaustausch mit Vertretern aus Betrieben und öffentlichen Einrichtungen zu Problemen der wirtschaftlichen und gesellschaftlichen Entwicklung statt.
Im Rahmen der „Gesellschaftswissenschaftlichen Schülergesellschaft Berlin“ hielten Wissenschaftler der HfÖ pro Studienjahr etwa 15 bis 20 Vorträge zu ökonomischen, philosophischen und wirtschaftshistorischen Themen vor Schülern der 8. bis 12. Klasse.

## Internationale Beziehungen
Diese beinhalteten die Ausbildung von etwa 1000 ausländischen Studenten aus ca. 50 Staaten, zumeist aus der dritten Welt und den sozialistischen Staaten sowie rund 200 Promotionen und Habilitationen von ausländischen Bewerbern. Weiterhin gab es Verträge und Arbeitsvereinbarungen mit ökonomischen Universitäten, Hochschulen und Instituten u. a. in Budapest, Hanoi, Leningrad, Maribor, Moskau, Nowosibirsk, Prag und Warschau, der Universität Antwerpen und der Wirtschaftsuniversität Wien, zur Regelung von Gastvorlesungen, der gemeinsamen Arbeit an Forschungsprojekten und Publikationen sowie des Studentenaustausches.
Seit den 1960er, besonders aber den 1970er Jahren entwickelten sich verstärkte Arbeitsbeziehungen zu Institutionen in der dritten Welt, z. B. die Tätigkeit von Gastprofessoren am „Ghokale Institut für Politik und Wirtschaft“ in Pune, Indien, und am „Institut für Nationale Planung“ in Kairo, Ausbau der Beratungs-, Lehr- und Vortragstätigkeit, u. a. in Angola, Algerien, Guinea, Moçambique, Äthiopien, Kuba, Simbabwe und Vietnam sowie der Einsatz im Rahmen der Entwicklungshilfe im Auftrag der Regierung der DDR, u. a. in Nicaragua, Tansania, Südjemen. Arbeitsbeziehungen entwickelten sich auch zu japanischen Universitäten. Mit dem Fall der Hallstein-Doktrin weitete sich die Tätigkeit von Wissenschaftlern der Hochschule auf Spezialorganisationen der UN (UNCTAD, UNIDO, UNESCO, ILO) sowie Programmen und Projekten der UN aus.
Außerdem waren Wissenschaftler der Hochschule an internationalen Instituten, z. B. am „International Institute for Applied Systems Analysis“ in Laxenburg oder am „Internationalen Institut für Ökonomische Probleme des Sozialistischen Weltsystems“ in Moskau tätig oder waren Mitglieder solcher Institute, wie z. B. des „International Institute of Public Finance“, des „Internationalen Statistischen Instituts“ und der „Internationalen Gesellschaft für Forschungen auf dem Gebiet der Vorratswirtschaft“. Die Durchführung von Internationalen Sommerkursen erfolgte über drei Jahrzehnte, von Trainingskursen zur Industrieplanung im Auftrag der UNIDO über zwei Jahrzehnte. Internationale Konferenzen im Auftrag von UNCTAD und UNIDO wurden ausgerichtet. Ergänzt wurde diese Kooperation durch Urlauberaustausch und internationale Workcamps für Studenten und Mitarbeiter im Rahmen der vielfältigen Auslandsbeziehungen der Gewerkschaft und der Jugendorganisation.

## Kultur und Soziales

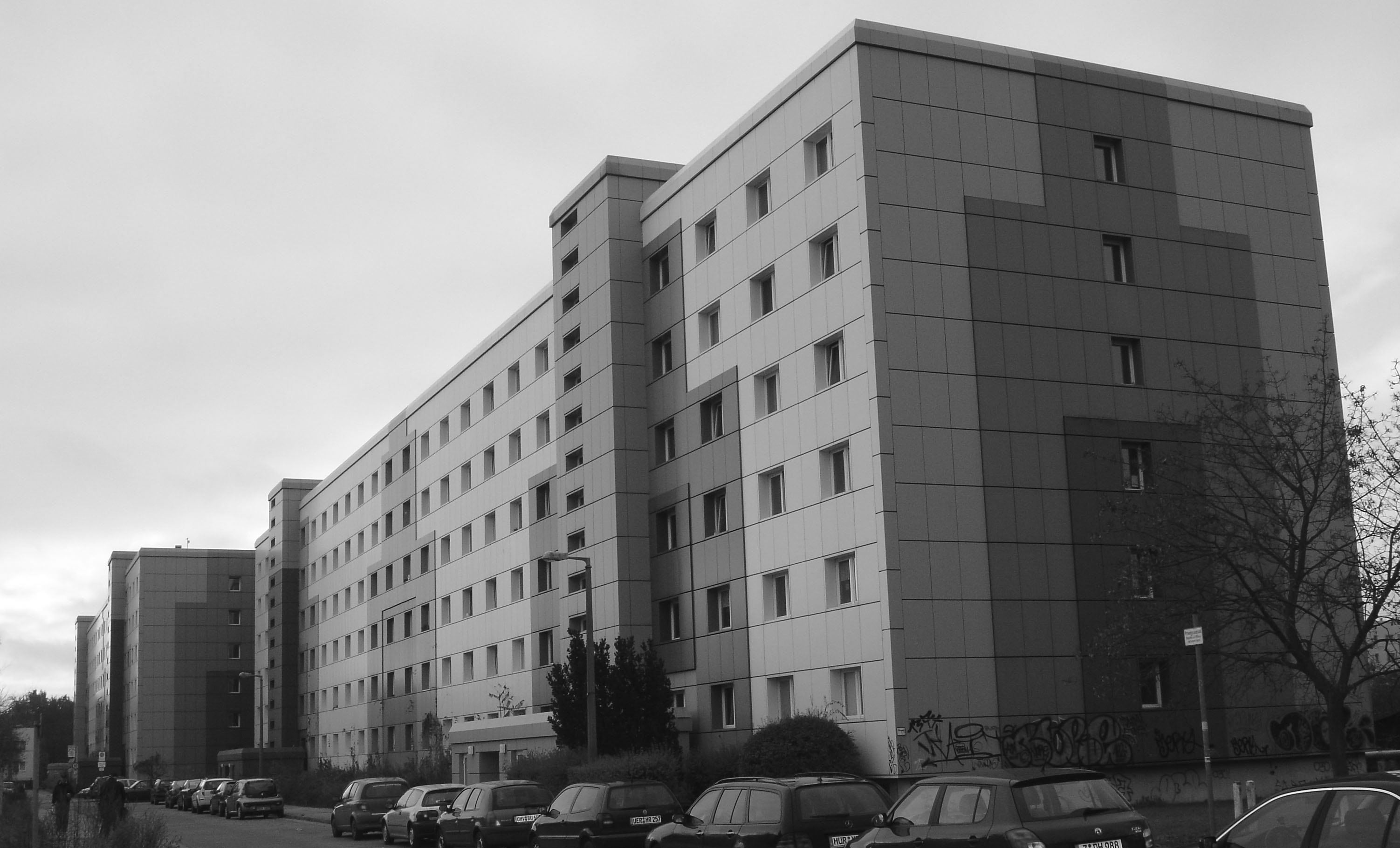
HfÖ – Studentenwohnheim Aristotelessteig

Zur sozialen, wirtschaftlichen und kulturellen Betreuung der Studenten und Mitarbeiter waren u. a. Internatsplätze für Studenten, Mensa, Säuglingsheim und Kindergarten, Betriebsambulatorium, Studentenclub, Nähstube und Kosmetiksalon, eine Bungalowsiedlung und jährliche Kinderferienlager sowie eine Hochschulbuchhandlung vorhanden. Es gab die Hochschulsportgemeinschaft „Wissenschaft Karlshorst“ mit 13 Sektionen sowie ein Hochschulkulturensemble und ein Studentenkabarett.

## Abwicklung und Auflösung
Nach dem Beitritt der DDR zur Bundesrepublik wurde die HfÖ als eine nicht zum Wissenschaftssystem passende Einrichtung eingestuft und als politisch nicht systemkonforme Institution abgewickelt. Sie wurde am 30. September 1991 auf Beschluss der Berliner Senats geschlossen. An ihrer Stelle wurde die Fachhochschule für Technik und Wirtschaft gegründet. Der größte Teil der ehemaligen Mitarbeiter wurde entlassen, darunter rund 70 Professoren, nachdem bereits vorher etwa 30 vorzeitig verabschiedet worden waren. Eine individuelle Evaluierung der Hochschullehrer hat nicht stattgefunden.

## Rektoren
- Eva Altmann 1950–1956
- Alfred Lemmnitz 1956–1958
- Johannes Rößler 1958–1963
- Alfred Lange 1963–1969
- Günther Lingott 1969–1972
- Walter Kupferschmidt 1972–1979
- Rolf Sieber 1979–1988
- Christa Luft 1988–1990
- Rudolf Streich 1990–1991

Vorgängerinstitutionen

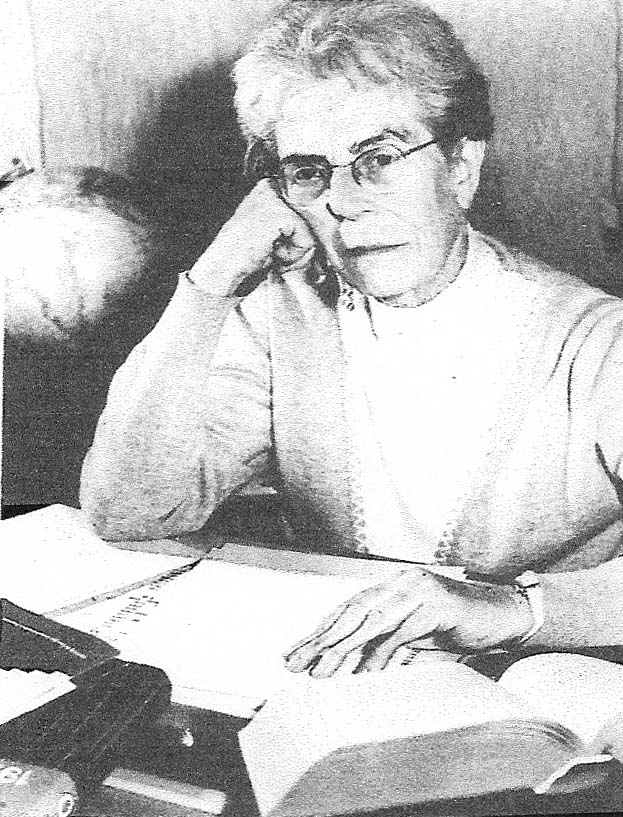
Eva Altmann

- Willy Meyer 1954–1956 Hochschule für Außenhandel
- Erich Freund 1956–1958 Hochschule für Außenhandel
- Werner Kalweit 1953–1955 Hochschule für Finanzwirtschaft
- Alfred Lemmnitz 1955–1956 Hochschule für Finanzwirtschaft

## Lehrende (Auswahl)
- Ernst Hoffmann  Dozent für Philosophie des dialektischen und historischen Materialismus
- Helmut Koziolek 1953–1956 Prorektor der Hochschule für Finanzwirtschaft, 1957–1966 stellvertretender Rektor der HfÖ
- Rudolf Lindau
- Hans Mottek  1951 Dozent, 1952 ordentlicher Professor, 1952–1975 Direktor des Instituts für Wirtschaftsgeschichte der HfÖ
- Hans Schaul 1951–1956 Professor

## Absolventen (Auswahl)
- Alfred Dost, Wirtschaftswissenschaftler und Hochschullehrer
- Jörg Stempel, Unternehmer, langjähriger leitender Mitarbeiter des Plattenlabels Amiga